# Пильграм, Антон
Антон Пильграм (нем. Anton Pilgram; около 1460[…], Брно, Земли Чешской короны — 1515[…], Вена) — выдающийся архитектор и скульптор сербско-моравской школы периода поздней, или «пламенеющей», готики. Известен как скульптор портала Старой Ратуши в Брно и один из строителей собора Св. Стефана в Вене.
Пильграм начинал обучение в строительной артели в Вене, с 1481 года работал в Хайльбронне (Баден-Вюртемберг), вероятно, перестраивал хоры церкви Св. Килиана (этот факт оспаривается некоторыми историками). Достоверно известно, что в качестве архитектора Пильграм работал в Швабии, затем в Брно (Восточная Моравия). В 1495—1508 годах — в качестве скульптора и каменщика в церкви Св. Иакова, создавал скульптуры портала Старой Ратуши (1512) и Юдентор (Ворот евреев). В 1512—1515 годах Антон Пильграм работал строителем главного сооружения Вены — собора Св. Стефана (Штефансдом).
Одно время Пильграма отождествляли с другим выдающимся скульптором — Николаусом Герхардтом из Лейдена, в творчестве которого угадываются ренессансные черты. Ныне считают его последователем. Известно также, что Пильграм был своенравным и неуживчивым человеком. Приехав в 1510 году в Вену, он сразу же попытался устранить других, конкурирующих с ним мастеров. Через два года он добился назначения на должность главного архитектора собора Св. Стефана. При этом Пильграм стремился захватить и все скульптурные работы в соборе. Это восстановило против него других мастеров. Потребовалось вмешательство императора Максимилиана, чтобы разрядить обстановку. Но Пильграм всё же умудрился создать в интерьере храма два своих автопортрета.
Резные каменные хоры первого большого органа у северной стены собора — шедевр поздней готики. Пята органа, решённая в виде огромной консоли, выполнена Антоном Пильграмом в 1513 году. Её поддерживает пучок причудливо переплетённых нервюр, которые собираются внизу и своим основанием покоятся на плечах скульптурной фигуры выглядывающего из окна человека. В руках у него циркуль и угольник. Это — сам мастер. Поместив свой портрет на самом видном месте, Пильграм внизу расположил подпись и дату: 1513.
Пильграм выполнил также Кафедру собора (1515), удивительное сооружение, согласно эстетике поздней «пламенеющей» готики, совмещающее архитектуру и скульптуру. Кафедру, или пульпит, со спиральной лестницей украшают выразительные портреты Учителей, или Отцов, Церкви. Горельефные бюсты имеют психологический характер, но это не портреты в современном смысле слова (в точности неизвестно, как выглядели эти люди), а изображения четырёх темпераментов (популярная тема средневекового и ренессансного искусства): Августин Блаженный (меланхолик), Амвросий Медиоланский (сангвиник), Иероним Стридонский (холерик), Григорий Великий (флегматик). Под лестницей Пильграм изобразил самого себя с циркулем (атрибут средневекового строителя), как бы выглядывающим из полуоткрытого окна. Перила лестницы, ведущей на кафедру, имеют изображения ползущих жаб и ящериц — аллегория борьбы добра и зла. В этом произведении, особенно в пластике портретов, очевидны новые, ренессансные черты.
Кафедра собора Св. Стефана — последнее известное произведение Пильграма. Умер Антон Пильграм в 1516 году в Вене. Менее известен Антон Пильграм Первый, строитель, работавший в XIV веке. Позднее в Вене упоминается имя архитектора Франца Антона Пильграма (1699—1761) и других художников с такой же фамилией, возможно, членов одной семьи.